# Human Mortality Database
Human Mortality Database (HMD) är ett gemensamt initiativ från institutionen för demografi vid University of California, Berkeley, i USA och Max Planck Institutet för demografisk forskning i Rostock i Tyskland, som ger detaljerade dödlighets- och befolkningsdata till forskare, studenter, journalister, policyanalytiker och andra som är intresserade av historien om mänsklig livslängd. 
Human Mortality Database (HMD) är en ledande vetenskapliga dataresurs om dödlighet i utvecklade länder. HMD tillhandahåller detaljerade högkvalitativa dödlighets- och uppskattningar av befolkning till forskare, studenter, journalister, policyanalytiker och andra som är intresserade av människans livslängd. HMD:s data är fritt tillgängliga.
De nyckelpersoner som är inblandade är John R. Wilmoth (direktör) från University of California, Berkeley, Vladimir Shkolnikov (meddirektör) från Max Planck Institutet  och Magali Barbieri (biträdande direktör vid University of California, Berkeley och INED, Paris. 

## Skapandet av Berkeley Mortality Database, en föregångare till Human Mortality Database
1997 började John R. Wilmoth vid Institutionen för demografi vid University of California, Berkeley att arbeta med en databas med titelnBerkeley Mortality Database (BMD) med ett bidrag från National Institute of Aging i USA.  BMD inkluderade data över hela åldersintervaller, men data var begränsade till endast fyra länder Frankrike, Japan, Sverige och USA. Berkeley Mortality Database har nu ersatts av Human Mortality Database, men BMD är fortfarande tillgänglig online eftersom vissa typer av data som finns tillgängliga i BMD ännu inte har överförts till HMD.

## Skapande och utveckling av Kannisto-Thatcher-databasen om dödlighet i ålderdom
Kannisto-Thatcher Database on Old Age Mortality (KTD) grundades 1993 av Väinö Kannisto och Roger Thatcher med stöd och samarbete mellan James Vaupel, Kirill Andreev och många andra forskare.  KTD utvecklades först vid Odense Universitets medicinutbildning i Danmark. Sedan 1996 har den underhållits och utvecklats av Max Planck Institutets center för demografisk forskning. Till skillnad från BMD fokuserade KTD endast på dödlighet över 80 år, men inkluderade 30 länder  medan BMD bara inkluderade data för 4 länder.

## Skapande och utveckling av databasen över mänsklig dödlighet
HMD började år 2000 som ett samarbetsprojekt mellan Department of Demographics University of California, Berkeley och Max Planck Institute för demografisk forskning i Rostock, med finansiering från National Institute of Aging i USA.  Den använde data från BMD (som hade lanserats 1997) och data hämtades också från Kannisto-Thatcher-databasen (KTD) om åldersdödlighet. Efter att ha arbetati  två år med databasens utveckling lanserades HMD formellt i maj månad 2002. HMD ärvde täckningen av alla åldersgrupper från BMD och data från  ett flerttal länder har hämtats från KTD, vilket gör att de bästa funktionerna i båda databaserna kan kombineras. Metodprotokollet för HMD utvecklas och uppdaterades hela tiden.

## Databas för kortvarigas fluktuationer i mortalitet (STMF)
Som svar på COVID-19-pandemin beslutade HMD-teamet  2020 att etablera en ny dataresurs: Dataserier för kortvariga dödlighetsfluktuationer (STMF) för att tillhandahålla objektiva och internationellt jämförbara data. 
Dödlighet per vecka är det mest objektiva och även lättast jämförbara sättet att bedöma omfattningen av kortvariga förändringar i dödligheten mellan länder och tidpunkter.
Dessa uppgifter samlas i databasen in för 41 länder: Österrike, Australien (läkarcertifierade dödsfall), Belgien, Belarus, Bulgarien, Chile, Kanada, Kroatien, Tjeckien, Danmark, England och Wales, Estland, Finland, Frankrike, Hong Kong, Tyskland, Grekland, Ungern, Island, Israel, Italien, Lettland, Litauen, Luxemburg, Nederländerna, Nya Zeeland, Nordirland, Norge, Polen, Portugal, Republiken Korea, Ryssland, Skottland, Slovenien, Slovakien, Spanien, Sverige, Schweiz, Taiwan, Ukraina och USA.
Källor för data är Nationella Statistik myndigheter eller den europeiska organisationen Eurostat, och de baserat på officiell register  så kallad vitalstatistik dock undantaget för Australien där läkarcertifierade dödsfall är källan.
STMF-data publiceras med en CC-BY 4.0-licens och är det är allts fria att använda. De är tillgängliga via en online STMF-verktygssats med visuella data eller som nedladdningsbara filer i CSV- eller XLSX-format.

## Mottagande i forskarvärlden

### Akademisk användning av databasen
HMD-data har ofta citerats i akademisk demografisk forskning och annan forskning som också bygger på demografiska data. Betydande forskning om de biologiska och evolutionära orsaker som bestämmer dödligheten och förändringar i dödlighet mellan olika mänskliga populationer. Data har också använts inom forskning som försöker bygga bättre modeller för förutsägelser för dödlighet utveckling i mänskliga befolkningar. Data har också använts inom forskning på specifika orsaker till dödlighet. Forskning om de sociala och ekonomiska konsekvenserna av förändringar i dödligheten har också använt databasen.

### Massmedias användning
HMD-data har ofta citerats i New York Times, Foreign Affairs i USA.